# 남상덕
남상덕(南相悳, 1881년 ~ 1907년)은 대한제국의 항일의병이다. 본관 및 출생지는 경상남도 의령이며 아버지의 이름은 남철희이다. 조선시대 말 시위대보병(侍衛隊步兵)의 참위(參尉)였다.

## 공적 활동
1907년 한·일 신협약(韓日新協約)으로 군대가 해산되고 참령(參領) 박승환(朴昇煥)이 순국하자 남상덕은 "장군이 나라를 위하여 돌아가셨으니 내 어찌 홀로 살기를 바라리오. 마땅히 적과 더불으 죽음을 걸고 결전하여 위로 나라의 원수를 갚고자 한다"고 군대에 말했다. 같이 싸움에 자원한 1천여 명의 부하 군사를 이끌고 나가 숭례문에서 일본군과 전투 중 전사하였다. 이 싸움에서 일본군 지휘관 가지와라(梶原)를 비롯한 3백여 명을 사살한 것으로 전해진다. 남상덕과 함께 전투 중에 전사한 병졸은 98명, 장교 7명이었다. 
남상덕이 전사한 후 싸우던 군사들은 흩어졌으나 후에 의병이 되어 전국에서 항일투쟁을 계속했다.

## 사후
1962년 대통령장이 추서되었다.

## 같이 보기
- 독립유공자로 대통령장을 수여받은 사람

## 참고자료
- 남상덕 : 독립유공자 공훈록 - 국가보훈처
- 남상덕: 2002년 8월 이달의 독립운동가